# Лапша
Лапша (словац. Lapša) — річка; ліва притока Сланої, протікає в окрузі Ревуця.
Довжина приблизно 9,5—10,3 км. Витік знаходиться в масиві Бодвянські пагорби (геоморфологічна підодиниця Гемерські пагорби); схил гори Лисяча діра) — на висоті приблизно 295-300 метрів.
Протікає територією села Гемер і міста Торналя. Впадає у Слану на висоті приблизно 180-182 метри.